# Stephan Thee
Stephan Thee (* 26. Juli 1988 in München) ist ein deutscher Fußballspieler.

## Karriere
Er begann seine Karriere beim Münchner Stadtteilklub FT Gern, aus dem auch Nationalspieler Philipp Lahm hervorging, und wechselte dann im Juli 2001 in die Jugend der SpVgg Unterhaching. In der Saison 2006/07 kam Thee, der meist als Mittelfeldspieler eingesetzt wird, zu zwei Einsätzen für die zweite Mannschaft in der damals viertklassigen Bayernliga. In der folgenden Spielzeit (2007/08) wurde er 21-mal eingesetzt, davon allerdings nur sechsmal über die volle Spielzeit. Dank der Lizenzverweigerungen einiger anderer Mannschaften konnte sich Thee mit Haching II für die neue viertklassige Regionalliga Süd qualifizieren.
In der Saison 2008/09 absolvierte Stephan Thee zunächst acht Einsätze für die zweite Mannschaft in der Regionalliga, bevor er am 19. Spieltag der 3. Liga im Auswärtsspiel gegen den VfR Aalen sein Debüt in der ersten Mannschaft der SpVgg feierte. 2009/10 spielte er nur in der zweiten Mannschaft der SpVgg in der nun fünftklassigen Bayernliga. Im Mai 2010 unterschrieb Thee seinen ersten Profivertrag und rückte somit in den Kader des Drittliga-Teams auf. Im Auswärtsspiel beim VfR Aalen feierte Thee am 4. Spieltag der Saison 2010/11 sein Debüt in der Hachinger Startelf. Sein erstes Profi-Tor erzielte er am 25. Spieltag beim 3:0-Sieg gegen den FC Hansa Rostock.
Zur Saison 2014/15 wechselte Thee zum VfL Osnabrück. Nachdem er dort keinen neuen Vertrag mehr erhalten hatte, schloss er sich im September 2016 dem bayerischen Regionalligisten TSV Buchbach an. In der Winterpause 2017/18 löste er seinen Vertrag in Buchbach auf und ging zum SV Türkgücü-Ataspor München in die Landesliga Bayern.
Zur Saison 2019/20 wechselte Thee zum FC Pipinsried. Später spielte er im Amateurbereich noch für den VfR Garching und den VfB Hallbergmoos ist seit 2023 für die DJK Pasing aktiv.